# Kinga Tutak
Kinga Tutak – polska językoznawczyni, dr hab. nauk humanistycznych, profesor uczelni Katedry Współczesnego Języka Polskiego Wydziału Polonistyki Uniwersytetu Jagiellońskiego.

## Życiorys
20 maja 2002 obroniła pracę doktorską Funkcjonowanie leksykalnych nieczasownikowych wykładników modalności epistemicznej w tekstach autobiograficznych, 22 stycznia 2014 habilitowała się na podstawie pracy zatytułowanej O dedykacjach w drukach polskich XVI i XVII w. (grafia i interpunkcja). Jest profesorem uczelni Katedry Współczesnego Języka Polskiego  Wydziału Polonistyki Uniwersytetu Jagiellońskiego.